# Аксамитовський Максим Миколайович
Макси́м Микола́йович Аксамитовський — полковник Збройних сил України. Кавалер ордена «За мужність» ІІІ ступеня (2022).

## Життєпис
Учасник АТО
На початку повномасштабного вторгнення був командиром Сватівського окремого батальйону територіальної оборони.
У 2023-му призначений командиром 117 ОБрТрО.